# المظلات (رينوار)
المظلات (بالفرنسية: Les Parapluies) هي لوحة زيتية للفنان أوجست رينوار، رسمها على مرحلتين في عقد 1880. اللوحة الآن ملك المعرض الوطني في لندن كجزءٍ من مجموعة لين بيكويست، لكنها معروضة في لندن في معرض هوغ لين لمدينة دبلن. في أيار 2013، أعيدت لدبلن لمدة ست سنوات.

## الوصف
أبعاد اللوحة 180.3 سم ارتفاعاً × 114.9 سم عرضاً. تصوّر اللوحة مشهداً في شارع باريسي مزدحم، معظم الناس فيه يحملون مظلات المطر. إلى يمين الصورة، تبدو أمٌ تنظر إلى الأسفل باتجاه بناتها، وكل واحدةٍ منهن ترتدي زياً عصرياً من موضة عام 1881. ثمة عنصر أنثوي طاغِ ضمن الصورة يبدو جلياً في حركة خفض أو رفع السيدات للمظلات، إشارة إلى بداية سقوط المطر أو توقفه.
يبدو في الصورة أيضاً شاب ملتحٍ مفعم بالحيوية على وشك الانخراط مع الأم ربما ليعرض عليها ملجأ تحت مظلته. تنظر الأم مع إحدى البنتين خارج المنظر، في حين يذهب الآخرون في اللوحة إلى أعمالهم. تركيز الصورة ليس مركزها، على نحوٍ غير تقليدي، ومعظم الشخصيات مقطوعة بالإطار كما لو أن اللوحة كانت صورة فوتوغرافية. يبدو التركيب طبيعياً، لكن زوايا المظلات مرتبة بعناية لتشكّل أشكالاً هندسية. الألوان الطاغية هي الأزرق والرمادي: نمط المظلات في الجزء العلوي من اللوحة، وفساتين ومعاطف الأشخاص في الجزء الأسفل.